# Fatima Zohra Laghouati
Pour les articles homonymes, voir Laghouati.
Fatima Zohra Laghouati, née le 27 février 1999, est une haltérophile algérienne.

## Carrière
Fatima Zohra Laghouati est médaillée d'argent aux Championnats d'Afrique 2017 dans la catégorie des moins de 53 kg. Elle remporte la médaille de bronze dans la catégorie des moins de 58 kg aux Championnats d'Afrique 2018.
Elle est triple médaillée d'argent aux championnats d'Afrique 2021 à Nairobi dans la catégorie des moins de 55 kg.